# Plaza Italia (subte de Buenos Aires)
Plaza Italia será una futura estación de la red de subterráneos de la Ciudad de Buenos Aires. La estación formará parte de la futura línea F y será la cabecera norte de la misma. Combinará con la actual estación Plaza Italia de la línea D y la planeada estación Serrano de la futura línea I. Estará ubicada debajo de la avenida Las Heras en su intersección con la Plaza Italia, en el barrio de Palermo.